# 광양시·곡성군·구례군
광양시·곡성군·구례군은 대한민국의 옛 국회의원 선거구이다. 당시 전라남도 광양시, 곡성군, 구례군을 관할했다.

## 역사
대한민국 제20대 국회의원 선거를 앞두고 선거구 조정이 일어나면서 광양시·구례군 선거구에 곡성군이 편입되면서 신설되었다.
대한민국 제21대 국회의원 선거를 앞두고 실시된 선거구 조정에서 광양시·곡성군·구례군 선거구에 순천시 일부 지역을 편입하여 순천시·광양시·곡성군·구례군 을 선거구를 형성하기로 결정되면서 폐지되었다.

## 역대 국회의원
| 선거   | 정당 | 정당     | 의원   |
| ------ | ---- | -------- | ------ |
| 2016년 |      | 국민의당 | 정인화 |

## 역대 선거 결과

### 대한민국 제20대 국회의원 선거
|  | 49.88% |

|  | 37.67% |

|  | 5.92% |

|  | 4.76% |

|  | 0.62% |

|  | 0.58% |

|  | 0.53% |